# Sint-Pancratiuskerk (Kraainem)

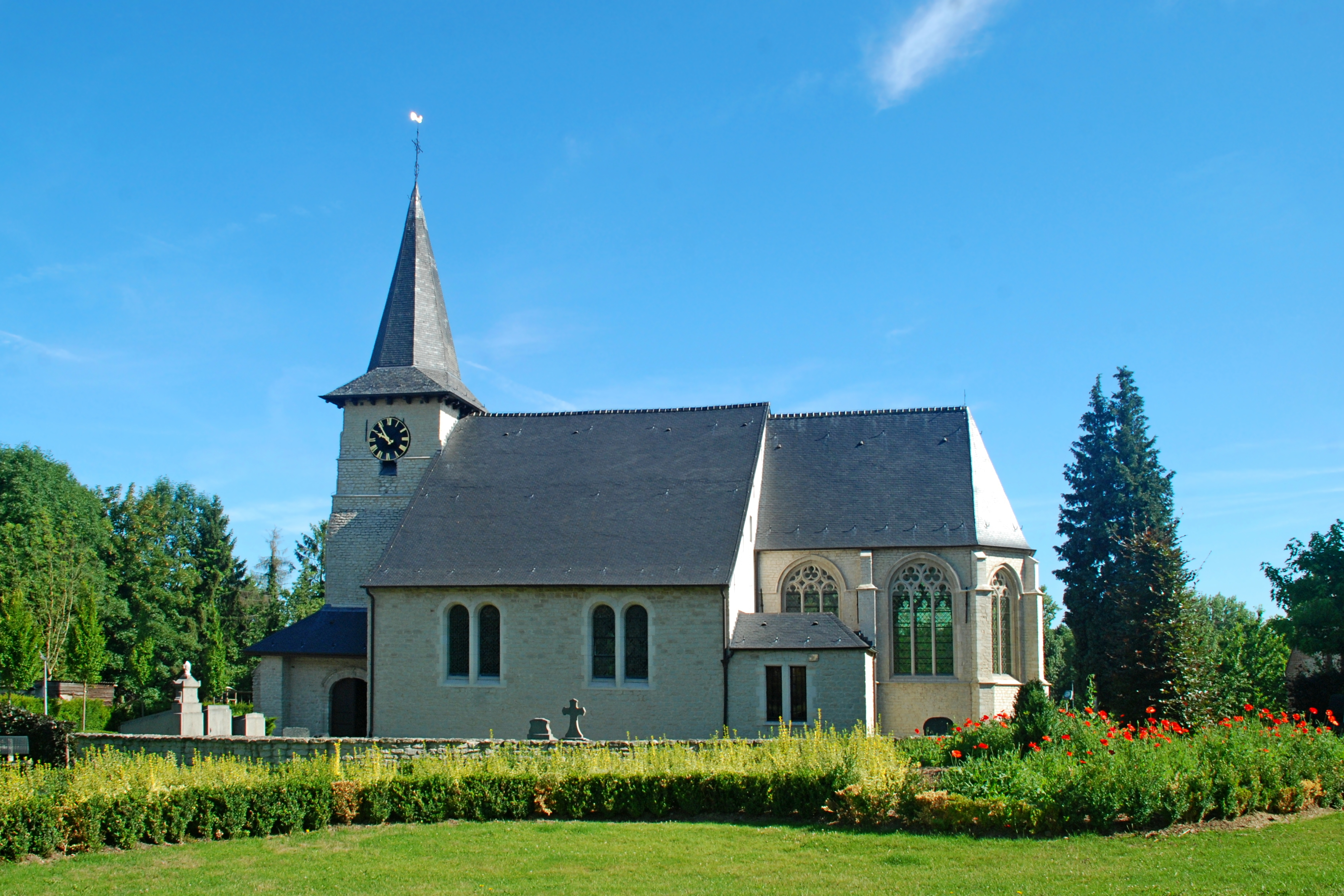
Zuidkant van de kerk

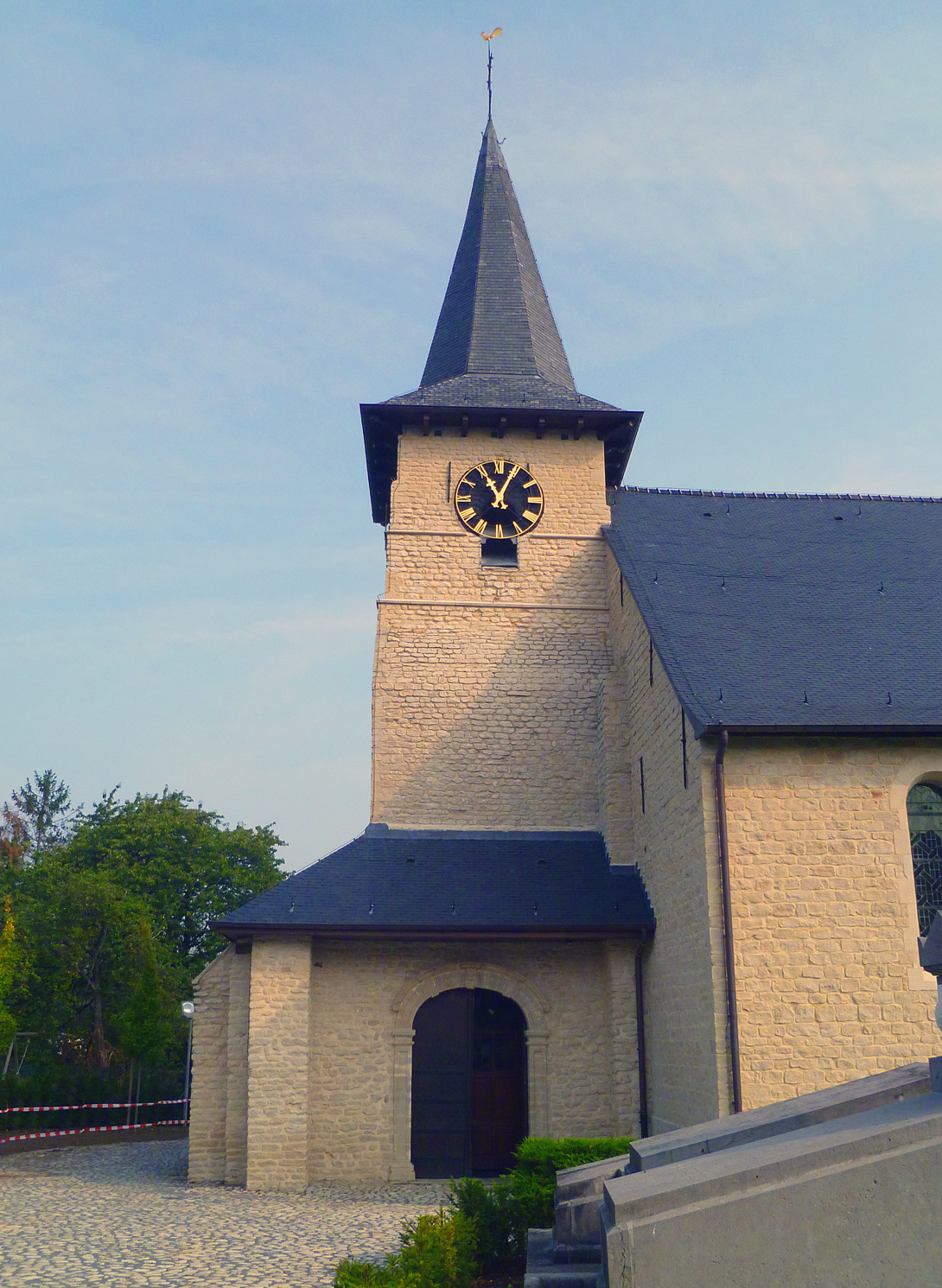
Westtoren met barokke rondboogpoort

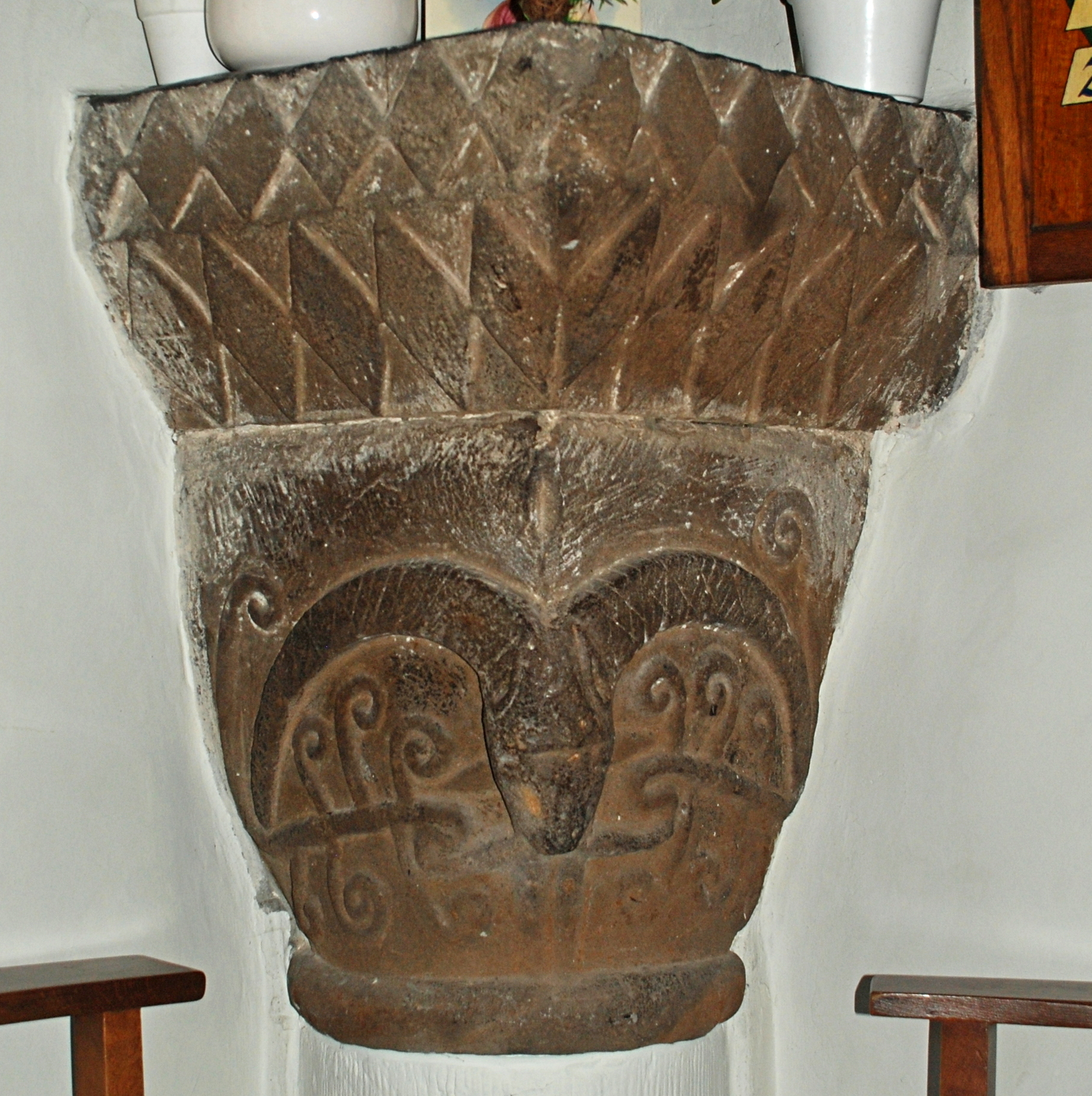
Romaans teerlingkapiteel met ramskop

De Sint-Pancratiuskerk is de katholieke parochiekerk van de Vlaams-Brabantse gemeente Kraainem bij Brussel. Het romaans-gotische gebouw, dat in de loop der eeuwen diverse transformaties heeft ondergaan, is sinds 1938 beschermd. In 2014 werd ook het ommuurde kerkhof geklasseerd. 

## Geschiedenis
De kerk ligt op een hoogte in de dorpskern bij het voormalige Hof van Kraainem (een herenhoeve die nadien is getransformeerd tot het Kasteel Jourdain). De stichting van de parochie wordt in de 9e eeuw gesitueerd. Het hof en de kerk van Kraainem behoorden toe aan de Sint-Baafsabdij van Gent, zoals vermeld in haar cartularium van 1003. Dit verklaart het patronaat van de heilige Pancratius, ongebruikelijk voor de streek. 
Vermoedelijk in de 13e of de 14e eeuw werd de romaanse zaalkerk uitgebreid met een noordelijke zijbeuk. Begin 16e eeuw werd het vierkante romaanse koor vervangen door een gotisch koor met een driezijdige afsluiting. De abdij van Affligem trad op als bouwheer, terwijl de kerkfabriek het schip voor zijn rekening nam. Tijdens de godsdiensttroebelen werd de kerk zozeer beschadigd dat er vanaf 1574 geen erediensten meer werden opgedragen. Dankzij herstellingswerken in 1607-1608 werd ze opnieuw in gebruik genomen, maar visitatieverslagen laten zien dat de toestand onderkomen bleef. 
Nieuwe plunderingen vonden plaats in 1673 door Franse troepen en in 1711 door Spaanse troepen. Bij die laatste gelegenheid werden de parochieregisters en de relikwieën van Sint-Pancratius vernietigd en uitgestrooid. De relieken werden vervangen en paus Clemens XI verleende een volle aflaat aan wie de kerk op 12 mei bezocht. Op een grondige verbouwing was het wachten tot de uitbreiding die architect Egidius Culp realiseerde in 1770-1778. Hij transformeerde de tweebeukige kerk tot een driebeukig hallenschip en liet een sacristie aanbouwen.
De volgende ingreep vond plaats in 1896-1899 onder leiding van Arthur Verhelle. Hij trof een kerk aan waarvan de lichtspleten en de koorvensters deels waren dichtgemetseld. In 1900-1906 werd het verdwenen gotische maaswerk hersteld, maar de rest van zijn plan voor een neogotische transformatie bleef in de lade. Er werden alleen lichtere restauraties uitgevoerd en in het schip kwamen neoromaanse tweelichten. In 1920 werden aan de twee uiteinden van de noordbeuk een bergruimte en een doopkapel aangebouwd. In 1928 werden de lichtgleuven van de toren weer opengemaakt. Verdere restauraties volgden in 1955-1956 en in 1983, toen een kruisvormig stalen frame werd aangebracht om het koorgewelf te stabiliseren.
In de kerk vonden opgravingen plaats in 1997-1998 en wat uitgebreider in 2011. De beperkte opgravingsdiepte (tot 60 cm) liet niet toe de moederbodem te bereiken, die verdween onder een dikke betonplaat.

## Beschrijving
Het betreft een kerk met een romaanse westtoren, een driebeukig schip en een gotisch koor. Tegen de kerk zijn een sacristie, een doopkapel en een berging aangebouwd. Het gebouw is opgetrokken uit Gobertingse kalkzandsteen en de bedaking bestaat uit natuurleien. 
Het ommuurde kerkhof was tot in de jaren '30 de gemeentelijke begraafplaats. Het is te bereiken via een trap uit hergebruikte grafstenen.

## Toren
De vierkante westtoren is een massief bouwwerk uit de 12e eeuw in romaanse stijl. Hij heeft drie geledingen en wordt bekroond door een ingesnoerde naaldspits. De onderbouw wordt gestut door zware steunberen en bevat een lichtspleet. In de zuidwand bevindt zich sinds omstreeks 1700 de toegangspoort. Door de verjongende geledingen wordt de toren naar boven toe smaller. De derde geleding bevat drie rondboogvormige galmgaten, deels bedekt door uurwerken.
Binnen komt men in een vertrek onder een kruisgewelf, met een brede doorgang naar het kerkschip. Van de vier hoekpijlers met teerlingkapitelen zijn de twee tegen de westmuur bewaard. Het zuidwestelijke kapiteel is onversierd, terwijl het noordwestelijke gedecoreerd is met een gestileerde ramskop en een dubbele rij ruitmotieven.